# Chongqing Shuiku
Chongqing Shuiku (kinesiska: 崇青水库) är en reservoar i Kina. Den ligger i storstadsområdet Peking, i den norra delen av landet, omkring 32 kilometer sydväst om stadskärnan. Chongqing Shuiku ligger 70 meter över havet. Arean är 1,8 kvadratkilometer. Trakten runt Chongqing Shuiku består till största delen av jordbruksmark. Den sträcker sig 2,4 kilometer i nord-sydlig riktning, och 1,9 kilometer i öst-västlig riktning.
Genomsnittlig årsnederbörd är 694 millimeter. Den regnigaste månaden är juli, med i genomsnitt 226 mm nederbörd, och den torraste är januari, med 2 mm nederbörd.